# Prolagynodes penniger
Prolagynodes penniger är en stekelart som beskrevs av Alekseev och Alexandr Rasnitsyn 1981. Prolagynodes penniger ingår i släktet Prolagynodes och familjen trefåresteklar. Inga underarter finns listade i Catalogue of Life.